# The Nightmare Before Christmas (nhạc phim)
| Đánh giá chuyên môn | Đánh giá chuyên môn |
| Nguồn đánh giá      | Nguồn đánh giá      |
| Nguồn               | Đánh giá            |
| ------------------- | ------------------- |
| Allmusic            | [ 1 ]               |

The Nightmare Before Christmas: Original Motion Picture Soundtrack là album nhạc phim phát hành năm 1993 của bộ phim cùng tên. Album do Danny Elfman biên soạn, đã được đề cử giải Quả cầu vàng năm 1993 cho Nhạc phim hay nhất. Album vươn tới vị trí thứ 98 trên bảng xếp hạng Billboard 200. Khi bộ phim được phát hành lại năm 2006 dưới định dạng Disney Digital 3-D, một phiên bản đặc biệt của album được phát hành, một đĩa bổ sung bao gồm các bản hát lại năm ca khúc trong phim do Fall Out Boy, Panic! at the Disco, Marilyn Manson, Fiona Apple và She Wants Revenge thể hiện. Bốn bản demo gốc (sáu trong phiên bản độc quyền của Best Buy) của Elfman cũng được phát hành.

## Danh sách bài hát
Tất cả các ca khúc được viết bởi Danny Elfman.
| STT | Nhan đề                                       | Thể hiện                                                  | Thời lượng |
| --- | --------------------------------------------- | --------------------------------------------------------- | ---------- |
| 1.  | "Overture (nhạc nền)"                         |                                                           | 1:48       |
| 2.  | "Opening"                                     | Patrick Stewart                                           | 0:57       |
| 3.  | "This Is Halloween"                           | Cư dân thị trấn Halloween                                 | 3:16       |
| 4.  | "Jack's Lament"                               | Danny Elfman                                              | 3:14       |
| 5.  | "Doctor Finklestein/In the Forest (nhạc nền)" |                                                           | 2:36       |
| 6.  | "What's This?"                                | Danny Elfman                                              | 2:59       |
| 7.  | "Town Meeting Song"                           | Danny Elfman, Cư dân Halloween                            | 2:56       |
| 8.  | "Jack and Sally Montage (nhạc nền)"           |                                                           | 5:17       |
| 9.  | "Jack's Obsession"                            | Danny Elfman, Cư dân Halloween                            | 2:46       |
| 10. | "Kidnap the Sandy Claws"                      | Paul Reubens, Catherine O'Hara, Danny Elfman              | 3:02       |
| 11. | "Making Christmas"                            | Danny Elfman, Cư dân thị trấn Halloween                   | 3:57       |
| 12. | "Nabbed (nhạc nền)"                           |                                                           | 3:04       |
| 13. | "Oogie Boogie's Song"                         | Ken Page, Ed Ivory                                        | 3:17       |
| 14. | "Sally's Song"                                | Catherine O'Hara                                          | 1:47       |
| 15. | "Christmas Eve Montage (nhạc nền)"            |                                                           | 4:43       |
| 16. | "Poor Jack"                                   | Danny Elfman                                              | 2:31       |
| 17. | "To the Rescue (nhạc nền)"                    |                                                           | 3:38       |
| 18. | "Finale/Reprise"                              | Danny Elfman, Catherine O'Hara, Cư dân thị trấn Halloween | 2:44       |
| 19. | "Closing"                                     | Patrick Stewart                                           | 1:26       |
| 20. | "End Title (nhạc nền)"                        |                                                           | 5:05       |

Trên một số đĩa CD, "End Title" là hai bài riêng biệt (20 và 21) với độ dài lần lượt là 1:10 và 3:55. Trong trường hợp này, bài 21 là một "bài ẩn" nhưng chứa nội dung tương đương với CD 20 bài (trong đó "End Title" được tính là 1 bài).

### Đĩa bổ sung phát hành lại năm 2006
Tất cả các ca khúc được viết bởi Danny Elfman.
| STT | Nhan đề                         | Nghệ sĩ             | Thời lượng |
| --- | ------------------------------- | ------------------- | ---------- |
| 1.  | "This Is Halloween"             | Marilyn Manson      | 3:22       |
| 2.  | "Sally's Song"                  | Fiona Apple         | 3:20       |
| 3.  | "What's This?"                  | Fall Out Boy        | 3:00       |
| 4.  | "Kidnap the Sandy Claws"        | She Wants Revenge   | 5:09       |
| 5.  | "This Is Halloween"             | Panic! at the Disco | 3:36       |
| 6.  | "Making Christmas" (Demo)       | Danny Elfman        | 5:34       |
| 7.  | "Oogie Boogie's Song" (Demo)    | Danny Elfman        | 3:15       |
| 8.  | "Kidnap the Sandy Claws" (Demo) | Danny Elfman        | 2:51       |
| 9.  | "This Is Halloween" (Demo)      | Danny Elfman        | 3:19       |

| Bài hát bổ sung độc quyền của Best Buy | Bài hát bổ sung độc quyền của Best Buy | Bài hát bổ sung độc quyền của Best Buy | Bài hát bổ sung độc quyền của Best Buy |
| STT                                    | Nhan đề                                | Nghệ sĩ                                | Thời lượng                             |
| -------------------------------------- | -------------------------------------- | -------------------------------------- | -------------------------------------- |
| 10.                                    | "Town Meeting Song" (Demo)             | Danny Elfman                           | 2:47                                   |
| 11.                                    | "What's This?" (Demo)                  | Danny Elfman                           | 3:00                                   |

Các bản demo của "Kidnap the Sandy Claws" và "This Is Halloween" được đảo lại trong danh sách bài hát in trên mặt sau album và booklet của album.

## Nhân sự
| \| Jack \| Danny Elfman \| \| Sally \| Catherine O'Hara \| \| Mayor \| Glenn Shadix \| \| Oogie Boogie \| Ken Page \| \| Lock \| Paul Reubens \| \| Shock \| Catherine O'Hara \| \| Barrel \| Danny Elfman \| \| Santa \| Ed Ivory \| Sherwood Ball Debi Durst Randy Crenshaw Kerry Katz Susan McBride Bobbi Page Greg Proops Carmen Twillie Glenn Walters | - Sản xuất album: Danny Elfman - Trợ lý sản xuất album: Bob Badami và Richard Kraft - Đạo diễn âm nhạc: Steve Bartek - Chỉ huy dàn nhạc cho các ca khúc: Steve Bartek - Chỉ huy dàn nhạc cho nhạc nền: Mark McKenzie - Trợ lý chỉ huy dàn nhạc và chuẩn bị âm nhạc: Marc Mann - Sản xuất ca khúc: Chris Boardman - Sản xuất nhạc nền: J.A.C. Redford - Thu âm giọng hát: Bill Jackson - Thu âm ca khúc: Bobby Fernandez và Shawn Murphy - Thu âm nhạc nền Shawn Murphy - Hoà âm các ca khúc và nhạc nền: Shawn Murphy - Các kỹ sư trợ lý: Sharone Rice, Bill Easystone, Mike Piersante, and Andy Bass - Biên tập kỹ thuật số và mastering: Dave Collins - Biên tập âm nhạc: Bob Badami - Trợ lý biên tập âm nhạc: Letitia Rogers - Tuyển giọng hát: Bobbi Page - Tuyển nhạc công: Patti Zimmitti - Sao chép bản nhạc: Joel Franklin - Trợ lý demo: Megan Cavallari - Đạo diễn nghệ thuật album gốc: Gary Adler |
| Jack | Danny Elfman |
| Sally | Catherine O'Hara |
| Mayor | Glenn Shadix |
| Oogie Boogie | Ken Page |
| Lock | Paul Reubens |
| Shock | Catherine O'Hara |
| Barrel | Danny Elfman |
| Santa | Ed Ivory |

### Nội dung mở rộng
| 1. "This is Halloween" Sản xuất và hoà âm: Marilyn Manson và Tim Skold 2. "Sally's Song" Sản xuất bởi Mike Elizondo Hoà âm: Adam Hawkins Kỹ thuật: Adam Hawkins @ Phantom Studio, Westlake Village, CA Trợ lý kỹ thuật: Erin J. Funk-Dublan Keyboard: Zac Rae Upright Bass: Mike Elizondo Trống: Charley Drayton Dàn dây: The Section Quartet - Eric Gorfain, Daphne Chen, Leah Katz, Richard Dodd Dàn dựng dàn dây: Eric Gorfain Điều phối dự án: Jolie Levine 3. "What's This?" Sản xuất và hoà âm: Neal Avron Thu âm: Neal Avron và Erich Talaba Kỹ sư Pro Tools: Matt Green Trợ lý kỹ sư: Zeph Sowers Thu âm tại phòng thu The Pass Studios, Los Angeles, CA Hoà âm tại phòng thu Paramount Studios, Hollywood, CA Trợ lý hoà âm: George Gumbs | 4. "Kidnap the Sandy Claws" Sản xuất: She Wants Revenge 5. "This Is Halloween" Sản xuất: Panic! At the Disco và Rob Mathes Sắp xếp ca sĩ: Ryan Ross và Brendon Urie Thu âm bởi Panic! At the Disco tại Ryan's house Las Vegas, NV Dàn dựng và chỉ huy dàn nhạc: Rob Mathes Thu âm: Mark Mandelhaum, với sự trợ giúp của Alex Venguer tại phòng thu Legacy Recording Studio, New York, NY Tuyển nhạc công: Sandra Park Sao chép bản nhạc: Mike và Lori Casteel Hoà âm bởi Chris Shaw tại phòng thu Avatar Studios, New York, NY 6-11. Các bản demo Tất cả giọng hát trong các bản demo được thể hiện bởi Danny Elfman Các bài Synth Demo được dàn dựng, chỉ huy dàn nhạc và thể hiện bởi Danny Elfman Thu âm bởi Bill Jackson Hoà âm bởi Noah Snyder Sản xuất bởi Danny Elfman và Tim Burton |

- A&R: Dani Markman
- Các vấn đề kinh doanh: Jeff Lowy
- Mastering: Pat Sullivan tại Bernie Grundman Mastering, Hollywood, CA
- Đạo diễn sáng tạo: Steve Gerdes
- Thiết kế album: Greg Ross for Orabor

## Các phiên bản tiếng nước ngoài
Có một vài phiên bản tiếng nước ngoài của album nhạc phim, mỗi phiên bản chứa các bài hát thể hiện bởi các ca sĩ bản địa dựa trên nhạc nền gốc của Danny Elfman
- Tiếng Pháp, L'Étrange Noël de Monsieur Jack

Jack - Olivier Constantin
Sally - Nina Morato
Oogie Boogie - Richard Darbois
Santa Claus (Pere Noel)- Henri Poirier
- Tiếng Đức

Jack - Alexander Goebel
Sally - Nina Hagen
Oogie Boogie - Ron Williams
Santa Claus - Manfred Lichtenfeld
- Tiếng Ý

Jack - Renato Zero
Sally - Marjorie Biondo
Oogie Boogie (Bau-Bau) - Andrea Surdi
Santa Claus (Babbo Natale) - Silvio Spaccesi
- Tiếng Nhật ナイトメアー·ビフォア·クリスマス
- Tiếng Tây Ban Nha, Pesadilla Antes De Navidad

Oogie Boogie - Jesús Castejón
- Tiếng Nga